# Kriegspiel
Ne doit pas être confondu avec Kriegsspiel.
Le Kriegspiel (de l'allemand Krieg ("guerre") et Spiel, ("jeu")) est une variante du jeu d’échecs inventée par Michael Henry Temple (en) en 1899 et basé sur le  Kriegsspiel développé par Georg von Reisswitz (en) en 1812,. Dans cette variante, chaque joueur peut voir ses propres pièces, mais non celles de l'adversaire. Il est donc nécessaire qu'une troisième personne (ou un ordinateur) serve d'arbitre, celui-ci disposant d'une information complète sur l'état de la partie. Chaque joueur, à son tour, essaie de jouer un coup, et l'arbitre l'informe de la légalité de ce coup (selon les règles du jeu ordinaire). Si le coup est illégal, le joueur peut en essayer un autre, jusqu'à ce qu'il propose un coup légal, qui est alors joué. De plus, l'arbitre informe chaque joueur des échecs et des captures ayant eu lieu.

## Règles
Il existe différentes règles. Celles qui suivent correspondent à celles du site de Chess Variant Pages (en):
Le jeu se joue avec trois échiquiers, un pour chaque joueur ; le troisième est pour l'arbitre (et pour les spectateurs). Chaque joueur ne connait que la position de ses propres pièces (mais il peut poser des marqueurs là où il devine la présence de l'ennemi).
À chaque tour, l'arbitre annonce que le joueur Blanc (ou Noir) peut jouer par l'une des annonces du coup du joueur précédent, puis, si le coup que propose Blanc est illégal compte tenu de la position des pièces adverses, il le refuse (mais l'adversaire ne le sait pas) et le même joueur continue jusqu'à ce qu'il propose un coup légal et alors il dit simplement que c'est à l'autre joueur de jouer ("Blanc a joué"), ou 
- "Blanc capture un Pion en d4" (éventuellement en passant)
- "Blanc capture une pièce en c3" (la nature de la pièce capturée n'est pas indiquée),
- "Échec par la colonne d / par la ligne 3 / par la grande diagonale/ par un cavalier/par deux de ces options"
- "Fin de la partie" (mat, pat, répétition, règle des 50 coups, insuffisance de matériel)

Les promotions ne sont pas annoncées.

## Problèmes de Kriegspiel
|   | a | b | c | d | e | f | g | h |   |
| 8 | Fou blanc sur case noire f6 · Cavalier blanc sur case blanche d3 · Tour blanche sur case blanche a2 · Pion noir sur case noire h2 · Roi blanc sur case blanche f1 · Roi noir sur case blanche h1 | Fou blanc sur case noire f6 · Cavalier blanc sur case blanche d3 · Tour blanche sur case blanche a2 · Pion noir sur case noire h2 · Roi blanc sur case blanche f1 · Roi noir sur case blanche h1 | Fou blanc sur case noire f6 · Cavalier blanc sur case blanche d3 · Tour blanche sur case blanche a2 · Pion noir sur case noire h2 · Roi blanc sur case blanche f1 · Roi noir sur case blanche h1 | Fou blanc sur case noire f6 · Cavalier blanc sur case blanche d3 · Tour blanche sur case blanche a2 · Pion noir sur case noire h2 · Roi blanc sur case blanche f1 · Roi noir sur case blanche h1 | Fou blanc sur case noire f6 · Cavalier blanc sur case blanche d3 · Tour blanche sur case blanche a2 · Pion noir sur case noire h2 · Roi blanc sur case blanche f1 · Roi noir sur case blanche h1 | Fou blanc sur case noire f6 · Cavalier blanc sur case blanche d3 · Tour blanche sur case blanche a2 · Pion noir sur case noire h2 · Roi blanc sur case blanche f1 · Roi noir sur case blanche h1 | Fou blanc sur case noire f6 · Cavalier blanc sur case blanche d3 · Tour blanche sur case blanche a2 · Pion noir sur case noire h2 · Roi blanc sur case blanche f1 · Roi noir sur case blanche h1 | Fou blanc sur case noire f6 · Cavalier blanc sur case blanche d3 · Tour blanche sur case blanche a2 · Pion noir sur case noire h2 · Roi blanc sur case blanche f1 · Roi noir sur case blanche h1 | 8 |
| 7 | Fou blanc sur case noire f6 · Cavalier blanc sur case blanche d3 · Tour blanche sur case blanche a2 · Pion noir sur case noire h2 · Roi blanc sur case blanche f1 · Roi noir sur case blanche h1 | Fou blanc sur case noire f6 · Cavalier blanc sur case blanche d3 · Tour blanche sur case blanche a2 · Pion noir sur case noire h2 · Roi blanc sur case blanche f1 · Roi noir sur case blanche h1 | Fou blanc sur case noire f6 · Cavalier blanc sur case blanche d3 · Tour blanche sur case blanche a2 · Pion noir sur case noire h2 · Roi blanc sur case blanche f1 · Roi noir sur case blanche h1 | Fou blanc sur case noire f6 · Cavalier blanc sur case blanche d3 · Tour blanche sur case blanche a2 · Pion noir sur case noire h2 · Roi blanc sur case blanche f1 · Roi noir sur case blanche h1 | Fou blanc sur case noire f6 · Cavalier blanc sur case blanche d3 · Tour blanche sur case blanche a2 · Pion noir sur case noire h2 · Roi blanc sur case blanche f1 · Roi noir sur case blanche h1 | Fou blanc sur case noire f6 · Cavalier blanc sur case blanche d3 · Tour blanche sur case blanche a2 · Pion noir sur case noire h2 · Roi blanc sur case blanche f1 · Roi noir sur case blanche h1 | Fou blanc sur case noire f6 · Cavalier blanc sur case blanche d3 · Tour blanche sur case blanche a2 · Pion noir sur case noire h2 · Roi blanc sur case blanche f1 · Roi noir sur case blanche h1 | Fou blanc sur case noire f6 · Cavalier blanc sur case blanche d3 · Tour blanche sur case blanche a2 · Pion noir sur case noire h2 · Roi blanc sur case blanche f1 · Roi noir sur case blanche h1 | 7 |
| 6 | Fou blanc sur case noire f6 · Cavalier blanc sur case blanche d3 · Tour blanche sur case blanche a2 · Pion noir sur case noire h2 · Roi blanc sur case blanche f1 · Roi noir sur case blanche h1 | Fou blanc sur case noire f6 · Cavalier blanc sur case blanche d3 · Tour blanche sur case blanche a2 · Pion noir sur case noire h2 · Roi blanc sur case blanche f1 · Roi noir sur case blanche h1 | Fou blanc sur case noire f6 · Cavalier blanc sur case blanche d3 · Tour blanche sur case blanche a2 · Pion noir sur case noire h2 · Roi blanc sur case blanche f1 · Roi noir sur case blanche h1 | Fou blanc sur case noire f6 · Cavalier blanc sur case blanche d3 · Tour blanche sur case blanche a2 · Pion noir sur case noire h2 · Roi blanc sur case blanche f1 · Roi noir sur case blanche h1 | Fou blanc sur case noire f6 · Cavalier blanc sur case blanche d3 · Tour blanche sur case blanche a2 · Pion noir sur case noire h2 · Roi blanc sur case blanche f1 · Roi noir sur case blanche h1 | Fou blanc sur case noire f6 · Cavalier blanc sur case blanche d3 · Tour blanche sur case blanche a2 · Pion noir sur case noire h2 · Roi blanc sur case blanche f1 · Roi noir sur case blanche h1 | Fou blanc sur case noire f6 · Cavalier blanc sur case blanche d3 · Tour blanche sur case blanche a2 · Pion noir sur case noire h2 · Roi blanc sur case blanche f1 · Roi noir sur case blanche h1 | Fou blanc sur case noire f6 · Cavalier blanc sur case blanche d3 · Tour blanche sur case blanche a2 · Pion noir sur case noire h2 · Roi blanc sur case blanche f1 · Roi noir sur case blanche h1 | 6 |
| 5 | Fou blanc sur case noire f6 · Cavalier blanc sur case blanche d3 · Tour blanche sur case blanche a2 · Pion noir sur case noire h2 · Roi blanc sur case blanche f1 · Roi noir sur case blanche h1 | Fou blanc sur case noire f6 · Cavalier blanc sur case blanche d3 · Tour blanche sur case blanche a2 · Pion noir sur case noire h2 · Roi blanc sur case blanche f1 · Roi noir sur case blanche h1 | Fou blanc sur case noire f6 · Cavalier blanc sur case blanche d3 · Tour blanche sur case blanche a2 · Pion noir sur case noire h2 · Roi blanc sur case blanche f1 · Roi noir sur case blanche h1 | Fou blanc sur case noire f6 · Cavalier blanc sur case blanche d3 · Tour blanche sur case blanche a2 · Pion noir sur case noire h2 · Roi blanc sur case blanche f1 · Roi noir sur case blanche h1 | Fou blanc sur case noire f6 · Cavalier blanc sur case blanche d3 · Tour blanche sur case blanche a2 · Pion noir sur case noire h2 · Roi blanc sur case blanche f1 · Roi noir sur case blanche h1 | Fou blanc sur case noire f6 · Cavalier blanc sur case blanche d3 · Tour blanche sur case blanche a2 · Pion noir sur case noire h2 · Roi blanc sur case blanche f1 · Roi noir sur case blanche h1 | Fou blanc sur case noire f6 · Cavalier blanc sur case blanche d3 · Tour blanche sur case blanche a2 · Pion noir sur case noire h2 · Roi blanc sur case blanche f1 · Roi noir sur case blanche h1 | Fou blanc sur case noire f6 · Cavalier blanc sur case blanche d3 · Tour blanche sur case blanche a2 · Pion noir sur case noire h2 · Roi blanc sur case blanche f1 · Roi noir sur case blanche h1 | 5 |
| 4 | Fou blanc sur case noire f6 · Cavalier blanc sur case blanche d3 · Tour blanche sur case blanche a2 · Pion noir sur case noire h2 · Roi blanc sur case blanche f1 · Roi noir sur case blanche h1 | Fou blanc sur case noire f6 · Cavalier blanc sur case blanche d3 · Tour blanche sur case blanche a2 · Pion noir sur case noire h2 · Roi blanc sur case blanche f1 · Roi noir sur case blanche h1 | Fou blanc sur case noire f6 · Cavalier blanc sur case blanche d3 · Tour blanche sur case blanche a2 · Pion noir sur case noire h2 · Roi blanc sur case blanche f1 · Roi noir sur case blanche h1 | Fou blanc sur case noire f6 · Cavalier blanc sur case blanche d3 · Tour blanche sur case blanche a2 · Pion noir sur case noire h2 · Roi blanc sur case blanche f1 · Roi noir sur case blanche h1 | Fou blanc sur case noire f6 · Cavalier blanc sur case blanche d3 · Tour blanche sur case blanche a2 · Pion noir sur case noire h2 · Roi blanc sur case blanche f1 · Roi noir sur case blanche h1 | Fou blanc sur case noire f6 · Cavalier blanc sur case blanche d3 · Tour blanche sur case blanche a2 · Pion noir sur case noire h2 · Roi blanc sur case blanche f1 · Roi noir sur case blanche h1 | Fou blanc sur case noire f6 · Cavalier blanc sur case blanche d3 · Tour blanche sur case blanche a2 · Pion noir sur case noire h2 · Roi blanc sur case blanche f1 · Roi noir sur case blanche h1 | Fou blanc sur case noire f6 · Cavalier blanc sur case blanche d3 · Tour blanche sur case blanche a2 · Pion noir sur case noire h2 · Roi blanc sur case blanche f1 · Roi noir sur case blanche h1 | 4 |
| 3 | Fou blanc sur case noire f6 · Cavalier blanc sur case blanche d3 · Tour blanche sur case blanche a2 · Pion noir sur case noire h2 · Roi blanc sur case blanche f1 · Roi noir sur case blanche h1 | Fou blanc sur case noire f6 · Cavalier blanc sur case blanche d3 · Tour blanche sur case blanche a2 · Pion noir sur case noire h2 · Roi blanc sur case blanche f1 · Roi noir sur case blanche h1 | Fou blanc sur case noire f6 · Cavalier blanc sur case blanche d3 · Tour blanche sur case blanche a2 · Pion noir sur case noire h2 · Roi blanc sur case blanche f1 · Roi noir sur case blanche h1 | Fou blanc sur case noire f6 · Cavalier blanc sur case blanche d3 · Tour blanche sur case blanche a2 · Pion noir sur case noire h2 · Roi blanc sur case blanche f1 · Roi noir sur case blanche h1 | Fou blanc sur case noire f6 · Cavalier blanc sur case blanche d3 · Tour blanche sur case blanche a2 · Pion noir sur case noire h2 · Roi blanc sur case blanche f1 · Roi noir sur case blanche h1 | Fou blanc sur case noire f6 · Cavalier blanc sur case blanche d3 · Tour blanche sur case blanche a2 · Pion noir sur case noire h2 · Roi blanc sur case blanche f1 · Roi noir sur case blanche h1 | Fou blanc sur case noire f6 · Cavalier blanc sur case blanche d3 · Tour blanche sur case blanche a2 · Pion noir sur case noire h2 · Roi blanc sur case blanche f1 · Roi noir sur case blanche h1 | Fou blanc sur case noire f6 · Cavalier blanc sur case blanche d3 · Tour blanche sur case blanche a2 · Pion noir sur case noire h2 · Roi blanc sur case blanche f1 · Roi noir sur case blanche h1 | 3 |
| 2 | Fou blanc sur case noire f6 · Cavalier blanc sur case blanche d3 · Tour blanche sur case blanche a2 · Pion noir sur case noire h2 · Roi blanc sur case blanche f1 · Roi noir sur case blanche h1 | Fou blanc sur case noire f6 · Cavalier blanc sur case blanche d3 · Tour blanche sur case blanche a2 · Pion noir sur case noire h2 · Roi blanc sur case blanche f1 · Roi noir sur case blanche h1 | Fou blanc sur case noire f6 · Cavalier blanc sur case blanche d3 · Tour blanche sur case blanche a2 · Pion noir sur case noire h2 · Roi blanc sur case blanche f1 · Roi noir sur case blanche h1 | Fou blanc sur case noire f6 · Cavalier blanc sur case blanche d3 · Tour blanche sur case blanche a2 · Pion noir sur case noire h2 · Roi blanc sur case blanche f1 · Roi noir sur case blanche h1 | Fou blanc sur case noire f6 · Cavalier blanc sur case blanche d3 · Tour blanche sur case blanche a2 · Pion noir sur case noire h2 · Roi blanc sur case blanche f1 · Roi noir sur case blanche h1 | Fou blanc sur case noire f6 · Cavalier blanc sur case blanche d3 · Tour blanche sur case blanche a2 · Pion noir sur case noire h2 · Roi blanc sur case blanche f1 · Roi noir sur case blanche h1 | Fou blanc sur case noire f6 · Cavalier blanc sur case blanche d3 · Tour blanche sur case blanche a2 · Pion noir sur case noire h2 · Roi blanc sur case blanche f1 · Roi noir sur case blanche h1 | Fou blanc sur case noire f6 · Cavalier blanc sur case blanche d3 · Tour blanche sur case blanche a2 · Pion noir sur case noire h2 · Roi blanc sur case blanche f1 · Roi noir sur case blanche h1 | 2 |
| 1 | Fou blanc sur case noire f6 · Cavalier blanc sur case blanche d3 · Tour blanche sur case blanche a2 · Pion noir sur case noire h2 · Roi blanc sur case blanche f1 · Roi noir sur case blanche h1 | Fou blanc sur case noire f6 · Cavalier blanc sur case blanche d3 · Tour blanche sur case blanche a2 · Pion noir sur case noire h2 · Roi blanc sur case blanche f1 · Roi noir sur case blanche h1 | Fou blanc sur case noire f6 · Cavalier blanc sur case blanche d3 · Tour blanche sur case blanche a2 · Pion noir sur case noire h2 · Roi blanc sur case blanche f1 · Roi noir sur case blanche h1 | Fou blanc sur case noire f6 · Cavalier blanc sur case blanche d3 · Tour blanche sur case blanche a2 · Pion noir sur case noire h2 · Roi blanc sur case blanche f1 · Roi noir sur case blanche h1 | Fou blanc sur case noire f6 · Cavalier blanc sur case blanche d3 · Tour blanche sur case blanche a2 · Pion noir sur case noire h2 · Roi blanc sur case blanche f1 · Roi noir sur case blanche h1 | Fou blanc sur case noire f6 · Cavalier blanc sur case blanche d3 · Tour blanche sur case blanche a2 · Pion noir sur case noire h2 · Roi blanc sur case blanche f1 · Roi noir sur case blanche h1 | Fou blanc sur case noire f6 · Cavalier blanc sur case blanche d3 · Tour blanche sur case blanche a2 · Pion noir sur case noire h2 · Roi blanc sur case blanche f1 · Roi noir sur case blanche h1 | Fou blanc sur case noire f6 · Cavalier blanc sur case blanche d3 · Tour blanche sur case blanche a2 · Pion noir sur case noire h2 · Roi blanc sur case blanche f1 · Roi noir sur case blanche h1 | 1 |
|   | a | b | c | d | e | f | g | h |   |

Le Kriegspiel est parfois utilisé dans des problèmes d'échecs. Dans ces problèmes, les variations habituelles introduites par différents coups noirs sont remplacées par des variations résultant de différentes annonces.
Un exemple de problème de Kriegspiel est présenté ici. Les Blancs doivent mater les Noirs en 8 coups, quelle que soit la position initiale du fou noir (il se trouve quelque part sur une case noire) et quels que soient les coups des Noirs (dans une partie réelle de Kriegspiel, les Noirs ne verraient pas les coups des Blancs, mais pour un problème où les Blancs doivent forcer une victoire, on suppose le pire scénario où les Noirs devinent correctement à chaque coup).
Par exemple, 1.♖a1?? aboutit à une partie nulle par pat si le fou noir était initialement en a1. De même, 1.♘f2 ♝xf2 2.♔xf2 (ou 2.♖xf2) mène également à un pat. Ainsi, les Blancs ne doivent pas déplacer ni le cavalier ni le fou, car chacun pourrait capturer accidentellement le fou noir. Pour la même raison, la tour blanche ne doit se déplacer que sur des cases blanches, mais seules la moitié de ces cases sont accessibles sans passer par une case noire. De plus, les Blancs doivent éviter de placer leurs pièces prématurément sur la diagonale a7–g1, car le fou noir invisible pourrait la contrôler et capturer les pièces blanches, entraînant un nul. Il en va de même pour la diagonale e1–h4.
La solution est la suivante : les Blancs essaient de jouer 1.♖g2.
- Si ce coup n'est pas possible (l'arbitre annonce « Non »), alors le fou noir doit se trouver en b2, d2 ou f2. Dans ce cas, les Blancs peuvent jouer 1.♘(x)f2#.
- Si le coup est possible, il est joué, puis les Noirs déplacent le fou. Les Blancs ne savent toujours pas où se trouve le fou.

Les Blancs continuent avec 2.♖g8.
- Si ce coup n'est pas possible, alors le fou noir est en g3, g5 ou g7. Les Blancs jouent 2.♗e5. Si les Noirs répondent par 2...♝xe5, alors 3.♘f2#. Sinon (quel que soit le coup des Noirs), 3.♘f2+ ♝xf2 4.♖xh2#.
- Si 2.♖g8 est possible, les Blancs continuent avec 3.♖h8 (c'est sans danger :  le fou noir ne peut pas être en h8, car il n'était pas en g7 au tour précédent), puis 4.♖h5 et 5.♖b5.
- Si 5.♖b5 est possible, les Blancs continuent avec 6.♖b1, 7.♘f2+ ♝xf2 8.♔xf2#.
- Si 5.♖b5 n'est pas possible, alors 5.♖h3 (le fou noir doit être en c5, e5 ou g5 à ce moment-là), suivi de 6.♗e5 (ce coup est sûr, car avant 6.♗e5, le fou noir devait se déplacer depuis c5, e5 ou g5 et ne peut donc pas être en e5 à cet instant précis), 7.♘f2+ ♝xf2 8.♖xh2#.
- Si 4.♖h5 ou 6.♖b1 (après 5.♖b5) sont bloqués (l'arbitre annonce « Non »), alors le fou noir ne contrôle pas f2 à ce moment précis, et les Blancs peuvent immédiatement jouer ♘f2#.

## Variantes
- Edward Nathan Frankenstein a suggéré en 1903 une variante où un seul des joueurs joue en Kriegspiel, l'autre voyant normalement toutes les pièces. Pour que le jeu reste équitable, le joueur voyant part avec un handicap de matériel, par exemple dans One-eye, une des variantes proposées par. Frankenstein, avec seulement le roi, la dame, un fou et huit pions ;
- Kriegspiel moderne : Après chaque coup, le joueur demande à voir le contenu de sept cases. Les autres règles sont inchangées. Cette variante est due à  Bruce Trone  en 1986) ;
- Le CrazyKrieg (abréviation de Crazyhouse Kriegspiel)  est une combinaison de  Crazyhouse et du Kriegspiel[4] ;
- Au shōgi, le jeu analogue est appelé tsuitate shogi (japonais : 衝立将棋, shogi avec écran) [5];
- Au jeu de go, une variante analogue, mais jouée uniquement sur petits plateaux, et plus proche de la bataille navale, a été développée en Occident sous le nom de go fantôme[6].